# Conjunto Histórico de la Villa de Llanes
El conjunto Histórico de la Villa de Llanes está situado en el concejo asturiano del mismo nombre.
El espacio protegido por la denominación de Bien de Interés Cultural es la parte del casco antiguo.
Está formado principalmente por las siguientes edificaciones:
- Puertas de Llanes: Cuatro puertas que daban acceso a la ciudad.
- Muralla medieval: Es el segundo tramo en longitud del norte de España.[2]
- Torreón de Llanes: Torre circular de defensa del siglo XIII, hoy alberga la oficina de turismo.
- Basílica de Llanes: Iglesia de estilo Gótico iniciada en el siglo XII.
- Capilla de la Magdalena: Situada en la plaza de la Magadalena es una iglesia parroquial que se remonta al siglo XIII, si bien ha sido reformada en diferentes ocasiones.
- La casa de Juan Pariente: La casa más antigua de Llanes situada en la plaza mayor.
- Capilla de Santa Ana: Capilla dedicada a Santa Ana, San Telmo y San Nicolás del siglo XV.
- Palacio de San Nicolás o de Gastañaga: Antigua casa señorial de los Rivero situado en la calle Mayor.
- Palacio de Posada Herrera: Casa natal de Posada Herrera. Edificada entre el siglo siglo XVII y XVIII.
- Palacio de los Duque de Estrada: palacio barroco de grandes dimensiones, tiene dos torres cuadradas en los extremos de la fachada principal. Está en ruina desde el incendio de 1809. Del edificio destaca un espléndido pórtico oriental de excelente cantería abierta a dos niveles de arquerías sobre pilares.
- Casa del Cercáu: Edificio fundado por el obispo Pedro de Junco Posada en 1597.
- Plaza de Santa Ana (Llanes): Plaza central del casco antiguo. En ella están situadas la capilla de Santa Ana, casa de la Ballena, puerta de San Nicolás, muralla.